# Ligne Hisatsu
La ligne Hisatsu (肥薩線, Hisatsu-sen) est une ligne ferroviaire située dans les préfectures de Kumamoto, Miyazaki et Kagoshima au Japon. Elle relie la gare de Yatsushiro à Yatsushiro à la gare de Hayato à Kirishima. La ligne est exploitée par la compagnie JR Kyushu.

## Histoire
La ligne a été ouverte entre 1903 et 1909.
La ligne a été fortement endommagée par de fortes pluies au début du mois de juillet 2020, avec notamment la destruction de deux ponts sur le fleuve Kuma qui ont été emportés par les flots. Le trafic est interrompu entre les gares de Yatsushiro et Yoshimatsu pour une durée indéterminée.

## Caractéristiques

### Ligne
- Longueur : 124,2 km
- Ecartement : 1 067 mm
- Nombre de voies : Voie unique

### Gares
| Gare            | Nom japonais | Distance (km) | Correspondances                                                                        | Localisation | Localisation            |
| --------------- | ------------ | ------------- | -------------------------------------------------------------------------------------- | ------------ | ----------------------- |
| Yatsushiro      | 八代         | 0             | JR Kyushu : Kagoshima (interconnexion) Hisatsu Orange Railway : Hisatsu Orange Railway | Yatsushiro   | Préfecture de Kumamoto  |
| Dan             | 段           | 5,2           |                                                                                        | Yatsushiro   | Préfecture de Kumamoto  |
| Sakamoto        | 坂本         | 11,0          |                                                                                        | Yatsushiro   | Préfecture de Kumamoto  |
| Haki            | 葉木         | 14,4          |                                                                                        | Yatsushiro   | Préfecture de Kumamoto  |
| Kamase          | 鎌瀬         | 16,8          |                                                                                        | Yatsushiro   | Préfecture de Kumamoto  |
| Setoishi        | 瀬戸石       | 19,6          |                                                                                        | Yatsushiro   | Préfecture de Kumamoto  |
| Kairo           | 海路         | 23,5          |                                                                                        | Ashikita     | Préfecture de Kumamoto  |
| Yoshio          | 吉尾         | 26,7          |                                                                                        | Ashikita     | Préfecture de Kumamoto  |
| Shiroishi       | 白石         | 29,8          |                                                                                        | Ashikita     | Préfecture de Kumamoto  |
| Kyūsendō        | 球泉洞       | 34,9          |                                                                                        | Kuma         | Préfecture de Kumamoto  |
| Isshōchi        | 一勝地       | 39,8          |                                                                                        | Kuma         | Préfecture de Kumamoto  |
| Naraguchi       | 那良口       | 42,4          |                                                                                        | Kuma         | Préfecture de Kumamoto  |
| Watari          | 渡           | 45,3          |                                                                                        | Kuma         | Préfecture de Kumamoto  |
| Nishi-Hitoyoshi | 西人吉       | 48,4          |                                                                                        | Hitoyoshi    | Préfecture de Kumamoto  |
| Hitoyoshi       | 人吉         | 51,8          | Kumagawa Railroad : Yunomae                                                            | Hitoyoshi    | Préfecture de Kumamoto  |
| Okoba           | 大畑         | 62,2          |                                                                                        | Hitoyoshi    | Préfecture de Kumamoto  |
| Yatake          | 矢岳         | 71,7          |                                                                                        | Hitoyoshi    | Préfecture de Kumamoto  |
| Masaki          | 真幸         | 79,0          |                                                                                        | Ebino        | Préfecture de Miyazaki  |
| Yoshimatsu      | 吉松         | 86,8          | JR Kyushu : Kitto                                                                      | Yūsui        | Préfecture de Kagoshima |
| Kurino          | 栗野         | 94,3          |                                                                                        | Yūsui        | Préfecture de Kagoshima |
| Ōsumi-Yokogawa  | 大隅横川     | 100,8         |                                                                                        | Kirishima    | Préfecture de Kagoshima |
| Uemura          | 植村         | 102,8         |                                                                                        | Kirishima    | Préfecture de Kagoshima |
| Kirishima-Onsen | 霧島温泉     | 106,5         |                                                                                        | Kirishima    | Préfecture de Kagoshima |
| Kareigawa       | 嘉例川       | 112,3         |                                                                                        | Kirishima    | Préfecture de Kagoshima |
| Naka-Fukura     | 中福良       | 114,4         |                                                                                        | Kirishima    | Préfecture de Kagoshima |
| Hyōkiyama       | 表木山       | 116,8         |                                                                                        | Kirishima    | Préfecture de Kagoshima |
| Hinatayama      | 日当山       | 121,6         |                                                                                        | Kirishima    | Préfecture de Kagoshima |
| Hayato          | 隼人         | 124,2         | JR Kyushu : Nippō (interconnexion)                                                     | Kirishima    | Préfecture de Kagoshima |